# Liste historischer Währungen in Afrika
Die Liste historischer Währungen führt ehemalige Währungen afrikanischer Staaten oder Kolonien auf. Nicht aufgeführt sind vormünzliche Zahlungsmittel Afrikas wie Manillen oder das sogenannte Kaurigeld.
| Territorium                                              | Name                             | Gültigkeit                              | Untereinheiten                                                | Bild                             |
| -------------------------------------------------------- | -------------------------------- | --------------------------------------- | ------------------------------------------------------------- | -------------------------------- |
| Ägypten (Osmanische Zeit)                                | Ägyptischer Piaster              | bis 1834                                | 1 Piaster = 40 Para = 120 Akçe                                |                                  |
| Algerien                                                 | Algerischer Budju                | bis 1848                                | 1 Budju = 24 Muzuna                                           |                                  |
| Algerien                                                 | Algerischer Franc                | 1848 bis 1964                           | 1 Franc = 100 Centimes                                        | 2 Algerische Franc               |
| Angola                                                   | Angolanischer Escudo             | 1914 bis 1928 1958 bis 1977             | 1 Escudo = 20 Macuta = 100 Centavos                           | 10 Escudos                       |
| Angola (Kolonialzeit)                                    | Angolanischer Real               | bis 1914                                | 50 Réis (Plural von Real) = 1 Macuta                          |                                  |
| Angola (Kolonialzeit)                                    | Angolar                          | 1928 bis 1958                           | 1 Angolar = 20 Macuta = 100 Centavos                          |                                  |
| Angola und Portugiesisch-Guinea                          | Macuta                           | 1762 bis 1975                           | 1 Macuta = 5 Centavos                                         | 1 Macuta 1762                    |
| Äquatorialguinea                                         | Äquatorialguinea-Peseta          | 1969 bis 1975                           | 1 Peseta = 100 Centimos                                       |                                  |
| Äquatorialguinea                                         | Ekwele                           | 1975 bis 1985                           | 1 Ekwele = 100 Centimos                                       | Banknote zu 100 Ekuele (1975)    |
| Biafra (Phase der Sezession von Nigeria)                 | Biafra-Pfund                     | 1968 bis 1970                           | 1 Pfund = 20 Shilling = 240 Pence                             | Banknote zu 1 Pfund              |
| Britisch-Ostafrika, Tanganjika, Britisch-Sansibar        | Britische Ostafrikanische Rupie  | 1906 bis 1920                           | 1 Rupie= 100 Cent                                             | 1-Cent-Münze von 1913            |
| Britisch-Ostafrika                                       | Ostafrikanischer Schilling       | 1921 bis 1969                           | 1 Schilling = 100 Cent                                        | 1 und 10 Cent Britisch-Ostafrika |
| Britisch-Ostafrika                                       | Ostafrikanischer Florin          | 1920 bis 1921                           | 1 Florin = 100 Cent                                           |                                  |
| Deutsch-Ostafrika                                        | Deutsch-Ostafrikanische Rupie    | 1890 bis 1916 (bis 1920 in Tanganjika)  | bis 1904: 1 Rupie = 64 Pesa ab 1904: 1 Rupie = 100 Heller     | 1 Rupie                          |
| Eritrea (Kolonialzeit)                                   | Eritreischer Tallero             | 1890 bis 1921                           | 1 Tallero = 5 Lira = 500 Centisimi                            |                                  |
| Gambia                                                   | Gambisches Pfund                 | 1907 bis 1971                           | 1 Pfund = 20 Shilling = 240 Pence                             |                                  |
| Ghana                                                    | Ghanaisches Pfund                | 1958 bis 1965                           | 1 Pfund = 20 Shilling = 240 Pence                             | 1 Penny                          |
| Goldküste                                                | Gold Coast Ackey                 | 1796 und 1818                           | 1 Akey = 8 Takoe                                              |                                  |
| Guinea                                                   | Syli                             | 1971 bis 1986                           | 1 Syli = 100 Cauri                                            |                                  |
| Guinea-Bissau                                            | Guinea-Bissau Peso               | 1975 bis 1997                           | 1 Peso = 100 Centavos                                         |                                  |
| Kap Verde (Kolonialzeit)                                 | Kapverdischer Real               | bis 1914                                |                                                               |                                  |
| Italienisch-Ostafrika                                    | Italienisch-Ostafrikanische-Lira | 1938–1941                               |                                                               |                                  |
| Italienisch-Somaliland                                   | Italienisch-Somaliland-Lira      | 1925–1938                               |                                                               |                                  |
| Italienisch-Somaliland                                   | Italienisch-Somaliland-Rupie     | 1909–1925                               | 1 Rupie = 64 Bese                                             |                                  |
| Italienisch-Somaliland                                   | Somalo                           | 1950–1962                               |                                                               |                                  |
| Katanga (während der Sezession von Kongo (Kinshasa))     | Katanga-Franc                    | 1960 bis 1963                           | 1 Franc = 100 Centimes                                        |                                  |
| Libyen                                                   | Libysches Pfund                  | 1951 bis 1971                           | 1 Pfund = 1000 Millièmes                                      |                                  |
| Madagaskar                                               | Franc Malagasy                   | 1925 bis 2003                           | 1 Franc = 100 Centimes                                        |                                  |
| Malawi                                                   | Malawisches Pfund                | 1964–1971                               | 1 Pfund = 20 Shilling = 240 Penny                             |                                  |
| Mali                                                     | Mali-Franc                       | 1962–1984                               | 1 Franc = 100 Centimes                                        |                                  |
| Marokko                                                  | Falus                            | 1672 bis 1901                           |                                                               |                                  |
| Marokko                                                  | Marokkanischer Franc             | 1921 bis 1974                           | 1 Franc = 100 Centimes                                        | Banknote zu 10 Francs            |
| Marokko                                                  | Marokkanischer Rial              | 1882 bis 1921                           | 1 Rial = 10 Dirham = 500 Mazunas                              |                                  |
| Mauritius (Kolonialzeit)                                 | Mauritischer Dollar              | 1820–1877                               |                                                               |                                  |
| Mosambik                                                 | Mosambikanischer Escudo          | 1914 bis 1980                           | 100 Centavos                                                  |                                  |
| Nigeria                                                  | Nigerianisches Pfund             | 1958 bis 1972                           | 1 Pfund = 20 Shilling = 240 Pence                             | 1-Pfund-Banknote von 1968        |
| Osmanisches Reich                                        | Akçe                             | 14. bis 19. Jahrhundert                 | 3 Akçe = 1 Para, 40 Para = 1 Kuruş                            |                                  |
| Réunion                                                  | Réunion-Franc                    | 1946 bis 1974                           |                                                               | 1 Réunion-Franc                  |
| Ruanda-Urundi (UN-Treuhandgebiet)                        | Ruanda-Burundi-Franc             | 1960 bis 1962                           | 1 Franc = 100 Centimes                                        |                                  |
| Sambia                                                   | Sambisches Pfund                 | 1964 bis 1968                           | 1 Pfund = 20 Schilling = 240 Pence                            |                                  |
| Sansibar                                                 | Sansibar-Rupie                   | 1908 bis 1935                           | 1 Rupie = 100 Cents                                           | 1 Sansibar-Rupie                 |
| Sierra Leone (unter Verwaltung der Sierra Leone Company) | Sierra-Leone-Dollar              | 1791 bis 1805                           | 1 Dollar = 100 Cents                                          |                                  |
| Südafrikanische Union                                    | Südafrikanisches Pfund           | 1923 bis 1961                           | 1 Pfund = 20 Shilling = 240 Pence                             | 2½ Shilling von 1924             |
| Südafrikanische Republik                                 | Südafrikanisches Pond            | 1867 bis 1902                           | 1 Pond = 20 Shilling = 240 Pence (Parität zum Pfund Sterling) |                                  |
| Sudan                                                    | Sudanesischer Dinar              | 1992 bis 2007                           |                                                               | 100 Sudanesische Dinar           |
| Tunesien                                                 | Tunesischer Rial                 | bis 1891                                | 1 Rial = 16 Kharub                                            |                                  |
| Tunesien (Kolonialzeit)                                  | Tunesischer Franc                | 1891 bis 1958 (Buchgeld)/1960 (Bargeld) | 1 Franc = 100 Centimes                                        | Banknote zu 1 Franc              |
| Britisch-Westafrika                                      | Westafrikanisches Pfund          | 1907 bis zur jeweiligen Unabhängigkeit  | 1 Pfund = 20 Shilling = 240 Pence                             |                                  |
| Zaire                                                    | Zaïre                            | 1967 bis 1993                           | 1 Zaire = 100 Makuta (Singular: Likuta)                       |                                  |
| Rhodesien                                                | Rhodesisches Pfund               | 1964 bis 1970                           | 1 Pfund = 20 Shilling = 240 Pence                             |                                  |
| Rhodesien                                                | Rhodesischer Dollar              | 1974 bis 1980                           | 1 Dollar = 100 Cent                                           |                                  |